# Carnaval de Düsseldorf
 (février 2023).
Si vous disposez d'ouvrages ou d'articles de référence ou si vous connaissez des sites web de qualité traitant du thème abordé ici, merci de compléter l'article en donnant les références utiles à sa vérifiabilité et en les liant à la section « Notes et références ».
Le carnaval de Düsseldorf est une fête de la ville de Düsseldorf en Allemagne. 
Variante de la « cinquième saison », ce carnaval commence chaque année le 11 novembre avec le réveil symbolique du Hoppeditz (bouffon) et se termine le mercredi des Cendres avec son inhumation. La période du carnaval est appelée Session en allemand et, avec ses nombreuses séances et bals, l’un des temps forts de la vie de la capitale du Land. 
Le défilé du lundi des Roses est l’un des plus importants d’Allemagne. Il est connu dans le monde entier grâce à sa retransmission annuelle à la télévision.

## Histoire

### Les balbutiements du carnaval de Düsseldorf

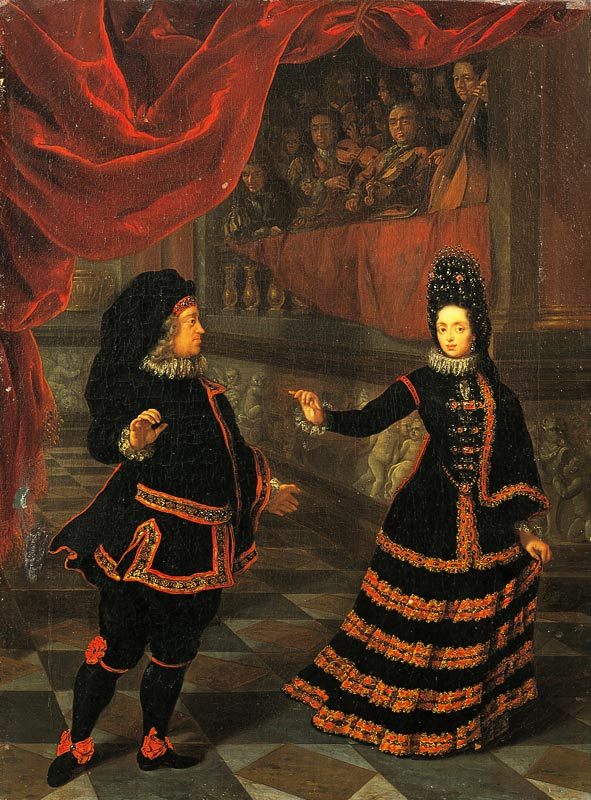
Le couple princier, Jean-Guillaume et Anne-Marie-Louise en costume espagnol pendant le bal masqué. Tableau de Jan Frans van Douven, 1695

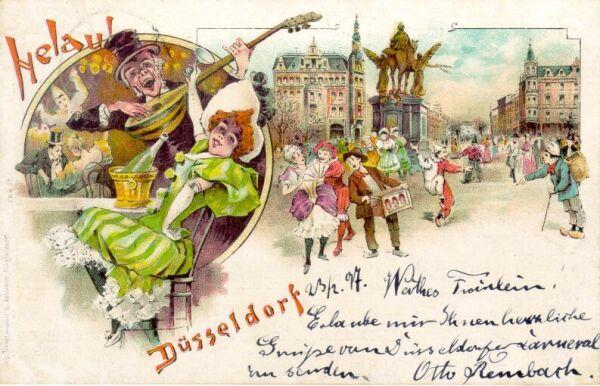
Défilé du carnaval sur l’Alleestraße, près du monument Kaiser-Wilhelm, carte postale, 1897

Des fêtes se tenaient déjà dans l’Antiquité pendant lesquelles les déguisements, l’alcool et les défilés jouaient un rôle important. Il est aujourd’hui certain que le carnaval rhénan prend ses origines dans les Saturnales romaines qui étaient célébrées en Rhénanie, romaine à cette époque. On en retrouve néanmoins de nombreux éléments dans le carnaval d’aujourd’hui, tels que la suppression de l’ordre hiérarchique, la consommation d’alcool, des mœurs plus légères et les défilés dans la rue.
Les origines du carnaval de Düsseldorf ne sont pas conventionnelles. C’est en 1360 que les premières célébrations de carnaval dans le château de Düsseldorf sont racontées, au cours desquelles les nobles de Juliers et de Berg se rassemblaient. L’historien Friedrich Lau, originaire de Düsseldorf, affirme que le carnaval était également célébré dans les milieux bourgeois dès le XVe siècle. Au XVIe siècle, le carnaval s’ancre si bien dans les mœurs des habitants de Düsseldorf que les malades dans les hospices reçoivent une aide financière à l’occasion de « vastelavent ». Alors que la cour de Düsseldorf organise des bals masqués à la mode vénitienne, surtout à l’époque du prince Jean-Guillaume, les célébrations des sujets, et particulièrement des couches sociales inférieures, sont plutôt bruyantes. En effet, si l’on en croit une description du poète natif de Düsseldorf, Hans Müller-Schlösser, de nombreux bourgeois de la ville considéraient le carnaval comme vulgaire et tapageur au début du XIXe siècle.
Dans ses manifestations passées, le carnaval était également vu d’un œil suspect par les autorités. En raison de la réglementation du carnaval, mise en place par le roi Maximilien Ier de Bavière en 1806, les fous devaient demander une autorisation auprès de la police (« Polizeikarte ») pour avoir le droit d’apparaître déguisés ou masqués. Sous la domination française, le carnaval est réduit à des manifestations dans de petits espaces. En 1825, désormais sous domination prussienne, un comité de carnaval est fondé. Ce dernier est similaire au comité du carnaval de Cologne créé en 1823. Le « comité » organisateur du carnaval est porté par des bourgeois en vue, dont de nombreux artistes, afin de structurer le carnaval et de le promouvoir auprès des couches supérieures de la société.
La plus ancienne société de carnaval de Düsseldorf est le Carnevalsverein pro 1829 qui prendra plus tard le nom de Allgemeiner Verein der Carnevals-Freunde. Cette société est fondée le 8 février 1829 dans la Hofgärtnerhaus, sur les bases d’une association exclusivement masculine, en fonction depuis 1826. Depuis sa création, l’association a été interdite plusieurs fois par les autorités pour des raisons politiques. En 1844, Adolph von Spiegel-Borlinghausen, président du district de Düsseldorf, décide de dissoudre l’association. Le comité est à nouveau autorisé en 1846.  Après sa distribution de certificats artistiques à des figures libérales, nommant les membres honoraires, dont Ernst Moritz Arndt et Friedrich Christoph Dahlmann, le ministre de l’Intérieur prussien, Ernst von Bodelschwingh, interdit à nouveau le comité en 1847, alors dirigé par le peintre Adolph Schroedter.

### Le carnaval de Düsseldorf aujourd’hui
Le carnaval remonte au moins à 1833. Après une mascarade sur la Burgplatz, les habitants célèbrent lors de la soirée, les « Verlobung des Hanswursten unter Helau und Habuh mit Anna Dorothea Petronella Weichbusen » (les fiançailles de Jean-Saucisse et Anne Dorothée Pétronille Gorgemolle).
Le roi Frédéric-Guillaume III de Prusse fait interdire les « divertissements de carnaval » par une ordonnance du cabinet du 31 janvier 1834. L’État prussien voit dans le carnaval le risque de « troubler la moralité avec, entre autres, la danse qui fait naître le désir cru, particulièrement chez les classes inférieures de la société, la rapidité des beuveries, entraînant des dépenses inconscientes qui conduisent à la pauvreté et mettent en danger notre prospérité ». Une exception est faite pour les villes de la Province rhénane, dans lesquelles les festivités du carnaval ont toujours été maintenues. À cet égard, la ville de Düsseldorf décide de faire une demande afin que le défilé puisse avoir lieu. C’est ainsi qu’en 1834 a lieu le premier défilé soutenu par une autorisation officielle. L’importance de ces parades cède néanmoins encore longtemps le pas à la * Malkasten-Redoute (de), ce bal masqué et costumé organisé depuis le milieu du XIXe siècle par les peintres de l’association Malkasten qui reste parmi les événements les plus célèbres du carnaval de Düsseldorf.

### Musée et bureau
Depuis 2005, la maison du Carnaval adjacente à la mairie abrite un musée et le bureau du comité du carnaval de Düsseldorf.

## Développement et points forts du carnaval

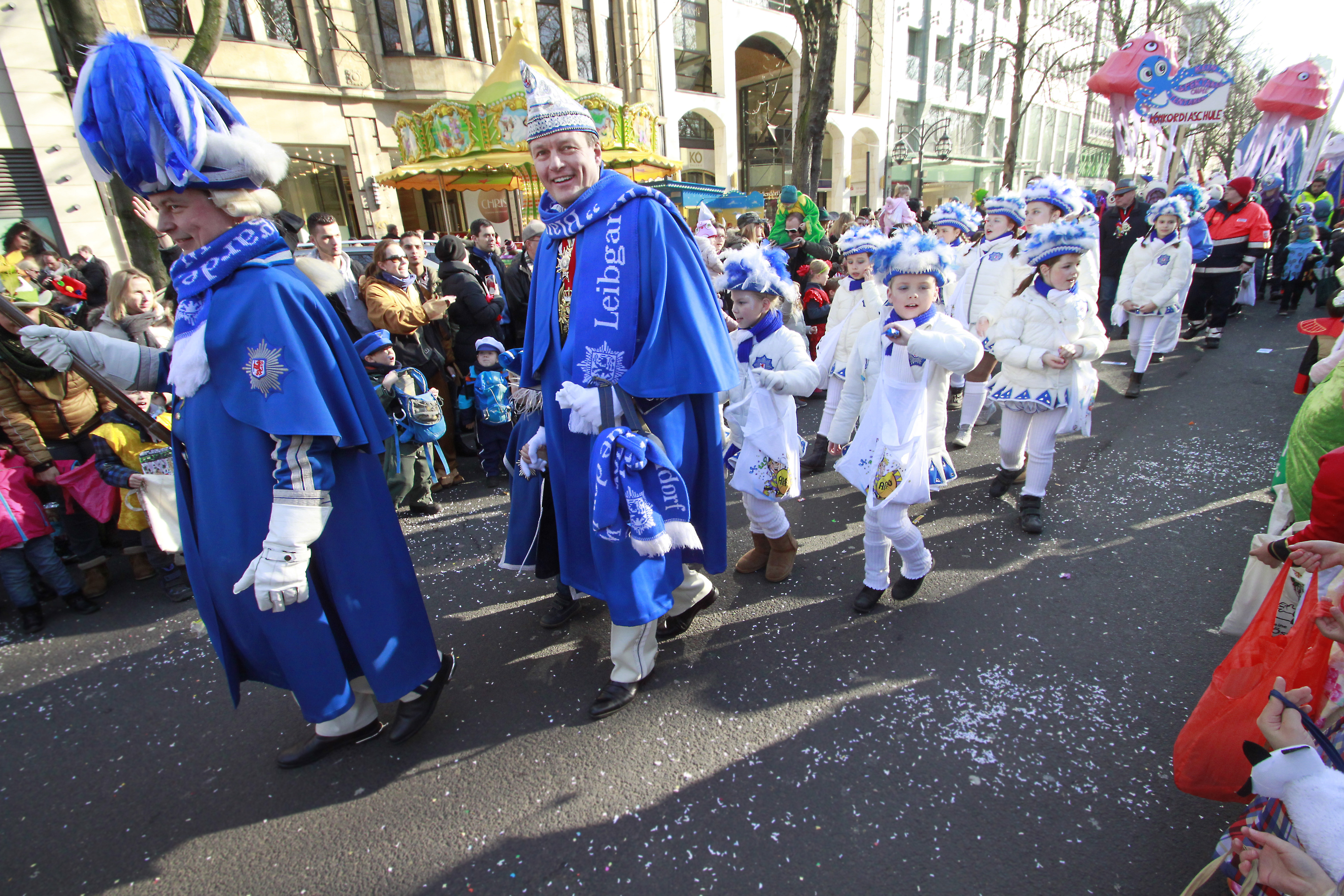
Parade des enfants lors du samedi du carnaval : la Prinzengarde Blau-Weiß et la Konkordiaschule

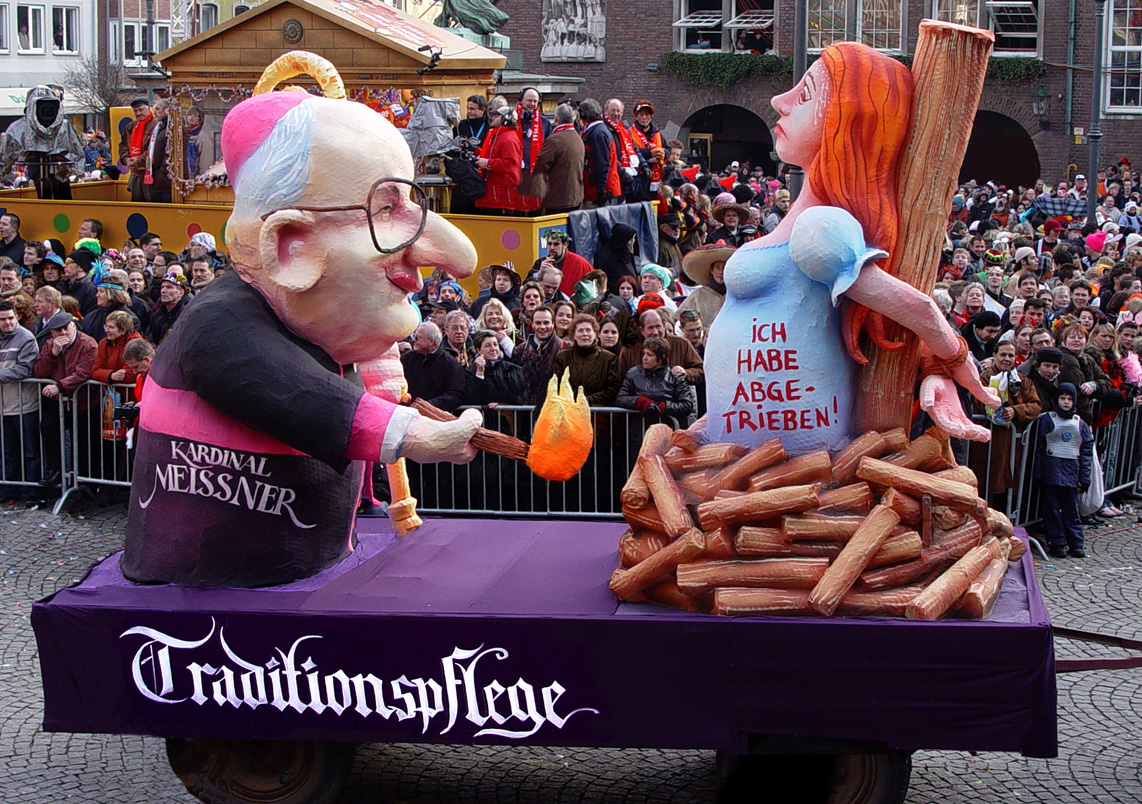
Char proposé par Jacques Tilly dénonçant le sermon du Cardinal Meisner (défilé du lundi des Roses, 2005)

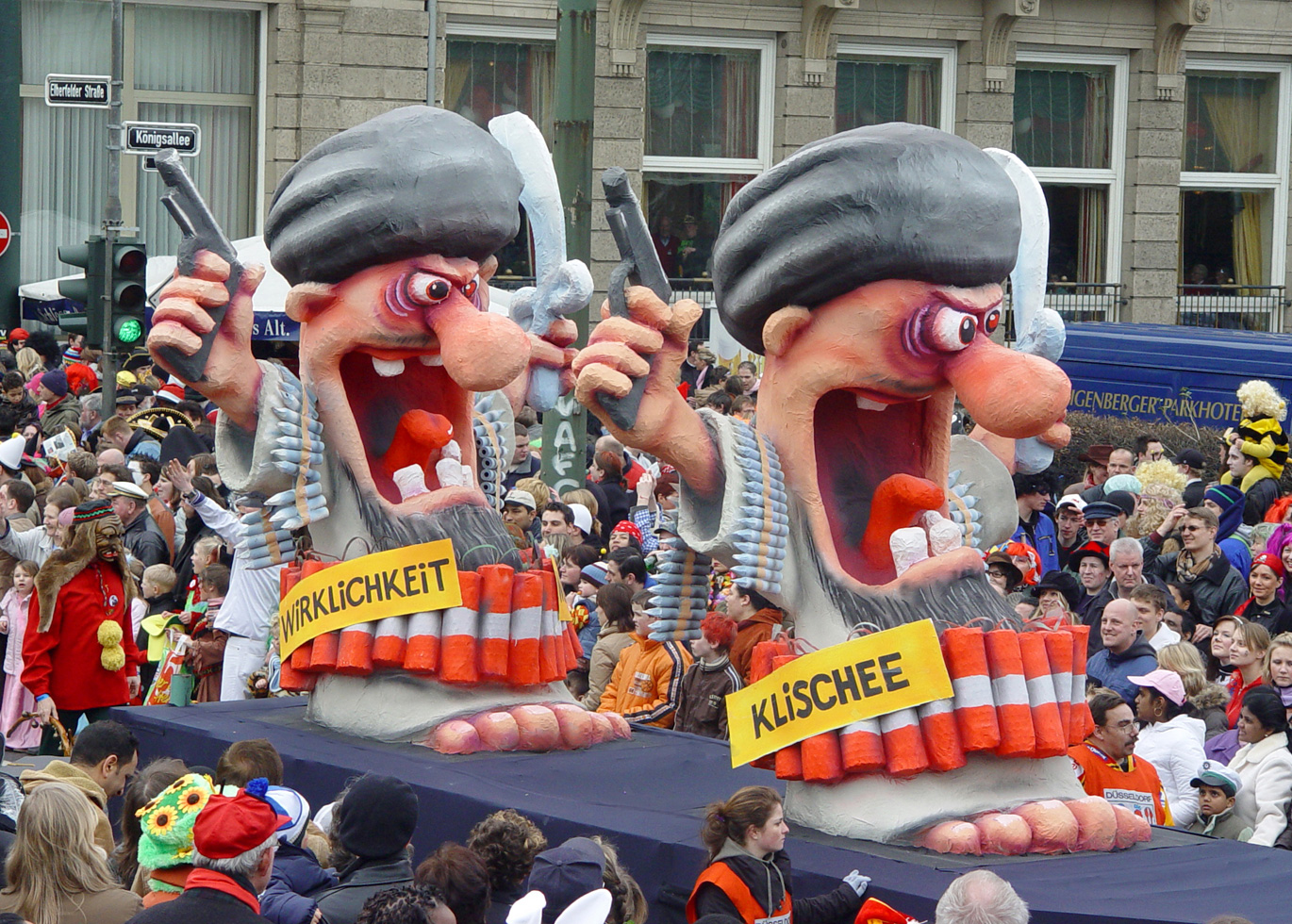
Char créé par Jacques Tilly pour le défilé du lundi des Roses de 2007

Chaque année, le 11 novembre marque le début des festivités du carnaval. C’est à 11h11 le jour de la Saint-Martin que le Hoppeditz se réveille. Il sort d’un énorme pot de moutarde posé sur la place du marché juste devant la statue de Johann Wilhelm à cheval et la mairie et tient son discours d’ouverture, toujours drôle et accrocheur, dont l’ironie est contrée par le maire actuel.
Chaque année, de nombreuses associations organisent des bals costumés mais aussi des sortes de réunions lors desquelles des discours comiques sont déclamés, des danses sont présentées et des chants de carnaval sont entonnés. L’apparition du couple princier de Düsseldorf est généralement l’un des moments les attendus de ces réunions, quant au lundi des Roses, il représente le point culminant de tout le carnaval, organisé par le comité du carnaval de Düsseldorf et les associations qui y sont rattachées. Plus de 60 chars forment le défilé du lundi des Roses auquel assistent chaque année des centaines de milliers de spectateurs venus « s’approvisionner » de « Balkes » et de « Kamelle », des friandises et autres petites joyeusetés, qui sont lancées des chars par les festivaliers. De nombreux bénévoles passent chaque année plusieurs mois à créer ces chars, qui caricaturent, pour la plupart, des événements qui ont véritablement eu lieu. De nombreuses troupes costumées et autres groupes musicaux viennent des quatre coins de l’Allemagne et des pays voisins pour participer à cet événement et s’occupent de créer une ambiance musicale et festive unique. En 1990, le défilé doit être annulé à cause de mauvaises conditions météorologiques. Qu’à cela ne tienne, il a lieu de 19 mai de la même année.
À Düsseldorf, un second événement a toute son importance : le carnaval « inorganisé ». Le Jeudi Gras et le dernier dimanche du carnaval en sont les moments les plus importants. Le Jeudi gras, les femmes prennent d’assaut la mairie à 11h11 à l'occasion du Carnaval des femmes (allemand : Weiberfastnacht). Les femmes qui ne peuvent pas se libérer célèbrent ce jour sur leur lieu de travail en se lançant dans une chasse au trophée, consistant à couper la cravate du plus grand nombre possible de collègues masculins. Le dernier dimanche du carnaval, des centaines de milliers d’habitants de Düsseldorf, mais aussi de la vallée de la Ruhr et de la région du Rhin inférieur se retrouvent dans la vieille ville ou dans la célèbre Königsallee ou Kö pour célébrer la fin des événements. On y rencontre beaucoup de fous du roi encore costumés portant, à pied ou à vélo, des chars ornés de parures originales, qui sont utilisés comme des espaces de stockage pour les victuailles (bière, spiritueux et aliments solides).
Chaque année depuis 1995 lors du samedi du carnaval, a lieu le Tuntenlauf auf der Kö (défilé des travestis sur la Kö), organisé par le Comité du Carnaval de Düsseldorf en collaboration avec Heartbreakers, l’association dusseldorfoise de lutte contre le Sida, sous l’acclamation des foules. En raison du succès de l’événement qui attire chaque année des milliers de visiteurs, la sécurité est renforcée à tel point que le défilé ne peut plus être financé jusqu’à devoir être entièrement repensé en 2010. Placé sous la direction de l’association KG Regenbogen, cet événement porte dorénavant le nom de « Tunte lauf! » (« défile, folle ! ») et est organisé depuis 2011 dans des lieux fixes, notamment dans une discothèque qui se situe juste à côté de la Kö.
Le défilé le plus récent est celui des enfants et adolescents. Depuis 2006, les crèches, les écoles et les associations traversent chaque année toute la vieille ville le samedi du carnaval. Les idées les plus farfelues sont récompensées par un prix. L’atmosphère détendue qui se dégage de ces événements est tout particulièrement appréciée des familles. Les chevaux et les immenses chars ne sont pas de sortie ce jour-là afin que les plus petits au premier rang puissent apprécier le spectacle en toute sécurité.
Sur le modèle de la Veedelszöch du carnaval de Cologne, de petits défilés ont lieu dans certains quartiers de Düsseldorf le dernier dimanche des festivités, ces défilés sont appelés « Veedelszooch » (attention à l’orthographe et à la prononciation différentes, voir aussi Ligne de Benrath). C’est le Veedelszoch de Gerresheim qui attire le plus de visiteurs chaque année depuis 1976. Le Tonnenrennen de Niederkassel est, quant à lui, fort d’une tradition encore plus ancienne puisque sa première édition a eu lieu en 1887. Plusieurs autres défilés de ce type se déroulent dans les villes de Angermund, Wittlaer, Lohausen, Eller, Mörsenbroich, Benrath, Reisholz et Itter. Les plus importants sont ceux de Gerresheim, Niederkassel et Eller, qui attirent jusqu’à plusieurs dizaines de milliers de spectateurs.
Le carnaval d’Unterbach abrite une situation bien différente. Ici, chaque année a lieu un carnaval qui, même avant la réforme communale de 1975 était déjà indépendant. Il met en scène le couple princier au cours d’un défilé et son influence résonne dans les villes avoisinantes. C’est aussi à cet endroit que sont nés les groupes de musique régionale « Halve Hahn » et « Alt Schuss ». La chanson « Die Sterne funkele », qui est le plus grand succès du groupe Alt Schuss, est même choisie en tant qu’hymne de l’édition du carnaval d’Unterbach de 1997.
Cette joyeuse pagaille prend fin le mercredi des Cendres avec l’incinération du Hoppeditz sous les lamentations des vieilles femmes dans le jardin du musée national de Düsseldorf.

## Personnages du carnaval de Düsseldorf

### Orateurs
- Blöd & Blöd
- Duo Novi
- Hansi – le plaisantin rhénan
- Peter Fassbender en « soldat de la Bundeswehr »
- Pitt et Joe
- La femme de Döres
- Manni le blouson noir
- Winfried l’hérétique
- Léo
- La cacahuète
- Kofferduo
- Le loup des montagnes
- Wolfgang Reich
- Pitter bigarré
- Tulpen Heini – le simplet à la tulipe
- Rogi

### Chanteurs et groupes de musiques
- Achim und Olli
- Alt Schuss
- Angerwasser
- BoB die Band ohne Bart
- Dä Radschläger
- De Düwelsches
- De Fetzer
- De Mukeköpp
- Der Joker alias Dirk Kögeler
- Die Drei Köbesse
- Die Düssel-Disharmoniker
- Die Ritter von de Ritterstroß
- Hammer Fanfarencorps
- K&K LattenSchuss
- Klaus Heylen
- Michael Hermes
- Swinging Fanfares
- 2 Diddis

### Gardes dansantes
- La Tanzgarde der Prinzengarde der Stadt Düsseldorf Blau-Weiss, garde de la princesse Venetia
- Perlen von Rosenkranz (les perles du chapelet)
- La Tanzgarde der Karnevalsfreunde der Katholischen Jugend, garde municipale de Düsseldorf
- « Die Funkies » groupe de danse du ‘‘Unterrather Funken Blau-Gelb 1950 e.V.‘‘
- Le sportclub de danse Rhein Stars Düsseldorf e.V.
- Le groupe sportif de danse Düsselsterne e.V.
- Le groupe de danse pour jeunes Gerresheimer Bürgerwehr 1956 e.V.
- Le couple dansant du KG Regenbogen e.V.

### Ballets masculins et travestis
- Les BalleRhinos
- Freifrau von Kö
- Funkenflug der KG Unterrather Funken blau gelb

## Devises du carnaval de Düsseldorf entre 1928 et aujourd’hui
- 1928 : « Düsseldorf wie et wor, wie et es, wie et wöhd » (Düsseldorf au passé, au présent et au futur)
- 1929 : « Karikadz oder Die Karikatur der Zeit » (Karikadz ou la caricature du temps)
- 1930 : « Märchen » (Contes)
- 1931 : « Nu, wat denn… »(Et maintenant quoi)
- 1932 : Pas de défilé du lundi des Roses, donc pas de devise
- 1933 : « Et wöhd besser » (Ça va mieux)
- 1934 : « Alles onger eene Hoot » (Tous sous un chapeau)
- 1935 : « Von Jan Wellem bis heut, mer kriege Freud » (De Johann Wilhelm à aujourd’hui, on reçoit de la joie)
- 1936 : « Düsseldorf mäkt mobil » (Düsseldorf rend mobile)
- 1937 : « Lachendes Volk » (Un peuple qui rit)
- 1938 : « Jeck von Z–A » (Bouffon de Z à A)
- 1939 : « Drunter und drüber » (Sens dessus-dessous)
- 1940-1945 : Années de guerre, pas de devise
- 1946 : Pas de défilé du lundi des Roses, donc pas de devise
- 1947 : « Alles Zirkus » (Tout un cirque)
- 1948 : « Mir sind widder do » (Nous revoilà)
- 1949 : « Närrische Parade » (Une parade carnavalesque)
- 1950 : « Has du en Ahnung – alles Planung » (As-tu une idée – tout est en préparation)
- 1951 : « Lachen über alle Grenzen » (Rire par-delà les frontières)
- 1952 : « Ganz Düsseldorf schlägt Rad » (Tout Düsseldorf fait la roue)
- 1953 : « Kongress der Narretei » (Congrès de la folie)
- 1954 : « Schlaraffenland Düsseldorf » (Düsseldorf pays de cocagne)
- 1955 : « Weltgeschehen – närrisch gesehen » (L’avenir du monde d’un point de vue carnavalesque)
- 1956 : « Närrischer Paprika » (Poivron du Carnaval)
- 1957 : « Vom Neandertaler zum Steuerzahler » (De Néanderthal à contribuable)
- 1958 : « Jan Wellem und seine Söhne » (Johann Wilhelm et ses fils)
- 1959 : « Märchenzoo Düsseldorf » (Le zoo merveilleux de Düsseldorf)
- 1960 : « Das ist der Gipfel » (C’est le sommet)
- 1961 : « Wenn wir alle Engel wären » (Si nous étions tous des anges)
- 1962 : « Karneval International » (Carnaval international)
- 1963 : « Man soll es nicht für möglich halten » (On ne doit pas penser que c’est possible)
- 1964 : « Zu schön, um wahr zu sein » (Trop beau pour être vrai)
- 1965 : « Das darf nicht wahr sein » (Ça ne peut pas être vrai)
- 1966 : « Freude für die ganze Welt » (Joie pour le monde entier)
- 1967 : « In Düsseldorf geht’s rund » (Ça y va à Düsseldorf)
- 1968 : « Mensch, ärgere dich nicht » (Homme, ne te mets plus en colère)
- 1969 : « In der Narrheit liegt die Wahrheit » (La vérité est dans la folie)
- 1970 : « Treffpunkt der Welt » (Rendez-vous de la terre)
- 1971 : « Düsseldorf im Jahre 2000 » (Düsseldorf en 2000)
- 1972 : « Närrisches Spiel ohne Grenzen » (Jeu carnavalesque sans frontières)
- 1973 : « Märchen aus 1001 Nacht » (Contes des « mille et une nuits »)
- 1974 : « Heut’ und anno dazumal – Modestadt im Karneval » (Aujourd’hui et depuis la nuit des temps – la ville de la mode au carnaval)
- 1975 : « Kinder, wie die Zeit vergeht » (Mes enfants, comme le temps passe)
- 1976 : « Festival der Freude » (Festival de la joie)
- 1977 : « Närrischer Klimbim » (Bazar de carnaval)
- 1978 : « Darum ist es am Rhein so schön » (C’est si beau au bord du Rhin car…)
- 1979 : « Düsseldorfer Milieu – vom Schlossturm bis zur Kö » (Le milieu de Düsseldorf – de la tour au Kö)
- 1980 : « Lommer op’m Teppich blieve »
- 1981 : « Ich weiß nicht, was soll es bedeuten » (Je ne sais pas ce que ça peut vouloir dire)
- 1982 : « M’r moss och jönne könne » (Qu’on puisse se le permettre)
- 1983 : « Lott d’r Mot net senke »
- 1984 : « Alles Theater, Theater… » (Tout est théâtre, théâtre…)
- 1985 : « Mer make jet met » (On participe !)
- 1986 : « Was uns noch alles blüht » (Ça nous sourit encore)
- 1987 : « 699 Jahre blühende Phantasie » (699 années d’imagination effervescente)
- 1988 : « Düsseldorf – je öller, je döller » (Plus c’est vieux, plus ça pète de vie)
- 1989 : « Dat mer dat noch erläwe dürfe » (Ce qu’on est autorisé à survivre)
- 1990 : « Von nix kütt nix » (On n’a rien avec rien)
- 1991 : « Wie einst im Mai » (Comme une fois, au mois de mai)
- 1992 : « Endlich widder jeck » (Enfin revoilà le bouffon)
- 1993 : « Ejal wat dröckt – et wöhd jejöckt » (Qu’importe ce qui serre – on va le gratter)
- 1994 : « Die Welt lacht und tanzt in Düsseldorf » (Le monde rit et danse à Düsseldorf)
- 1995 : « Nase voll – trotzdem doll » (Y en a marre, mais on se marre !)
- 1996 : « Der Globus eiert – Düsseldorf feiert » (Le monde marche sur la tête – Düsseldorf fait la fête)
- 1997 : « Dat schlucke mer och noch » (Et on picole encore)
- 1998 : « Mer trecke all an eene Strang » (On tire tous sur une corde)
- 1999 : « Jätz wöhd noch flöck de Mark verjöckt » (On distribue encore des marks à la volée)
- 2000 : « Mer jubiliere on fiere » (On se réjouit et fait la fête)
- 2001 : « Jede Jeck is anders » (Chaque bouffon est différent)
- 2002 : « Närrische Olympiade in Düsseldorf » (Les olympiades carnavalesques de Düsseldorf)
- 2003 : « Läwe on läwe lasse » (Vivre et laisser vivre)
- 2004 : « Wat kütt, dat kütt » (Ce qui arrive, arrive)
- 2005 : « Düsseldorf – bunt wie die Welt » (Düsseldorf – aux couleurs du monde)
- 2006 : « Nit quake – make » (Pas de coin-coin, des actions)
- 2007 : « Düsseldorfs närrische Illusionen » (Folles illusions de Düsseldorf)
- 2008 : « Mer kann och alles öwerdriewe » (Il ne faut pas forcer la dose)
- 2009 : « Do bess de platt » (Ça t'en bouche un coin)
- 2010 : « Jeck – we can »
- 2011 : « Jebuddelt, jebaggert, jebützt » (Creusé, excavé, plâtré)
- 2012 : « Hütt dommer dröwer lache » (Aujourd’hui, on en rit)
- 2013 : « Och dat noch! » (Il ne manquait plus que ça !)
- 2014 : « Düsseldorf mäkt sech fein » (Düsseldorf se fait belle)
- 2015 : « Traumhaft jeck » (Un bouffon de rêve)
- 2016 : « Düsseldorf – scharf wie Mostert » (Düsseldorf – fort comme la moutarde)
- 2017 : « Uns kritt nix klein – Narrenfreiheit, die muss sein » (On ne se laisse pas abattre - la liberté carnavalesque doit être)
- 2018 : « Jeck erst recht » (plus encore bouffon)
- 2019 : « Düsseldorf - gemeinsam jeck » (Düsseldorf - bouffon ensemble)

## Film
- 2015 : Die große Narrenfreiheit – documentaire sur Jacques Tilly et le carnaval de Düsseldorf.